# Canaan (Indiana)
Canaan è un census-designated place (CDP) degli Stati Uniti d'America, situato nello stato dell'Indiana, nella contea di Jefferson.